# El Toro Relajo
El Toro Relajo é uma canção da cantora mexicano-americana de Tejano pop, Selena, do seu sexto álbum de estúdio, "Dreaming of You" de 1995.

## Charts
| Gráfico (1995/96)                             | Posição |
| --------------------------------------------- | ------- |
| U.S. Billboard Bubbling Under Hot 100 Singles | 7       |
| US Billboard Hot Latin Tracks                 | 24      |
| US Billboard Latin Regional Mexican Airplay   | 14      |